# Copa de la UEFA 2005-06
La Copa de la UEFA 2005-06 fue la 35.ª edición de la competición se disputó entre el 12 de julio de 2005 y finalizaría el 10 de mayo de 2006, dando un total de 144 participantes de 51 federaciones nacionales afiliadas a la UEFA de los cuales 96 equipos jugarían las fases preliminares previa a la fase de grupos, el campeón defensor de la edición anterior el CSKA Moscú quedaría eliminado en la fase de grupos.
En esta edición el Sevilla de España se coronó campeón por primera vez, en la que sería la 1.ª de sus 7 consagraciones, tras derrotar en la final al Middlesbrough por marcador de 4-0 en el estadio Philips Stadion de la ciudad de Eindhoven. Por ello, jugaría la Supercopa de Europa 2006 contra el campeón de la Liga de Campeones de la UEFA 2005-06

## Rondas previas de clasificación

### Primera ronda

#### Zona Sur-Mediterráneo
| Equipo local ida | Resultado | Equipo visitante ida | Ida                                                                                                   | Vuelta                                                                                                |
| ---------------- | --------- | -------------------- | --- | --- |
| FK Bashkimi      | 4:1       | NK Žepče             | 3:0                                                                                                   | 1:1 (enlace roto disponible en Internet Archive; véase el historial, la primera versión y la última). |
| Birkirkara       | 0:6       | APOEL Nicosia        | 0:4 (enlace roto disponible en Internet Archive; véase el historial, la primera versión y la última). | 0:2 (enlace roto disponible en Internet Archive; véase el historial, la primera versión y la última). |
| KS Teuta         | 3:4       | NK Široki Brijeg     | 3:1 (enlace roto disponible en Internet Archive; véase el historial, la primera versión y la última). | 0:3 (enlace roto disponible en Internet Archive; véase el historial, la primera versión y la última). |
| AC Omonia        | 6:0       | Hibernians           | 3:0 (enlace roto disponible en Internet Archive; véase el historial, la primera versión y la última). | 3:0 (enlace roto disponible en Internet Archive; véase el historial, la primera versión y la última). |
| UE Sant Julià    | 0:10      | Rapid Bucarest       | 0:5 (enlace roto disponible en Internet Archive; véase el historial, la primera versión y la última). | 0:5 (enlace roto disponible en Internet Archive; véase el historial, la primera versión y la última). |
| KS Elbasani      | 1:1 (v.)  | FK Vardar            | 1:1 (enlace roto disponible en Internet Archive; véase el historial, la primera versión y la última). | 0:0 (enlace roto disponible en Internet Archive; véase el historial, la primera versión y la última). |
| SP Domagnano     | 0:8       | NK Domžale           | 0:5 (enlace roto disponible en Internet Archive; véase el historial, la primera versión y la última). | 0:3 (enlace roto disponible en Internet Archive; véase el historial, la primera versión y la última). |

#### Zona Central-Este
| Equipo local ida   | Resultado | Equipo visitante ida | Ida                                                                                                   | Vuelta                                                                                                |
| ------------------ | --------- | -------------------- | --- | --- |
| FK Baku            | 2:3       | MŠK Žilina           | 1:0 (enlace roto disponible en Internet Archive; véase el historial, la primera versión y la última). | 1:3 (enlace roto disponible en Internet Archive; véase el historial, la primera versión y la última). |
| Ferencváros        | 2:3       | FC MTZ-RIPO          | 0:2 (enlace roto disponible en Internet Archive; véase el historial, la primera versión y la última). | 2:1 (enlace roto disponible en Internet Archive; véase el historial, la primera versión y la última). |
| Banants            | 4:3       | Lokomotivi Tbilisi   | 2:3 (enlace roto disponible en Internet Archive; véase el historial, la primera versión y la última). | 2:0 (enlace roto disponible en Internet Archive; véase el historial, la primera versión y la última). |
| FC Torpedo Kutaisi | 0:6       | BATE Borisov         | 0:1 (enlace roto disponible en Internet Archive; véase el historial, la primera versión y la última). | 0:2 (enlace roto disponible en Internet Archive; véase el historial, la primera versión y la última). |
| FC Nistru Otaci    | 5:2       | FK Khazar Lenkoran   | 3:1 (enlace roto disponible en Internet Archive; véase el historial, la primera versión y la última). | 2:1 (enlace roto disponible en Internet Archive; véase el historial, la primera versión y la última). |
| 1. FSV Maguncia 05 | 4:0       | FC MIKA              | 4:0 (enlace roto disponible en Internet Archive; véase el historial, la primera versión y la última). | 0:0 (enlace roto disponible en Internet Archive; véase el historial, la primera versión y la última). |
| FC Vaduz           | 2:1       | FC Dacia Chişinău    | 2:0 (enlace roto disponible en Internet Archive; véase el historial, la primera versión y la última). | 0:1 (enlace roto disponible en Internet Archive; véase el historial, la primera versión y la última). |

#### Zona Norte
| Equipo local ida      | Resultado | Equipo visitante ida  | Ida                                                                                                   | Vuelta                                                                                                |
| --------------------- | --------- | --------------------- | --- | --- |
| FK Ekranas            | 1:2       | Cork City             | 0:2 (enlace roto disponible en Internet Archive; véase el historial, la primera versión y la última). | 1:0 (enlace roto disponible en Internet Archive; véase el historial, la primera versión y la última). |
| Longford Town         | 3:5       | Carmarthen Town AFC   | 2:0 (enlace roto disponible en Internet Archive; véase el historial, la primera versión y la última). | 1:5 (enlace roto disponible en Internet Archive; véase el historial, la primera versión y la última). |
| Rhyl                  | (v.) 4:4  | FK Atlantas           | 2:1 (enlace roto disponible en Internet Archive; véase el historial, la primera versión y la última). | 2:3 (enlace roto disponible en Internet Archive; véase el historial, la primera versión y la última). |
| Portadown             | 1:3       | Viking FK             | 1:2 (enlace roto disponible en Internet Archive; véase el historial, la primera versión y la última). | 0:1 (enlace roto disponible en Internet Archive; véase el historial, la primera versión y la última). |
| AC Allianssi          | 4:1       | CS Pétange            | 3:0 (enlace roto disponible en Internet Archive; véase el historial, la primera versión y la última). | 1:1 (enlace roto disponible en Internet Archive; véase el historial, la primera versión y la última). |
| Linfield              | (v.) 2:2  | FK Ventspils          | 1:0 (enlace roto disponible en Internet Archive; véase el historial, la primera versión y la última). | 1:2 (enlace roto disponible en Internet Archive; véase el historial, la primera versión y la última). |
| NSÍ Runavík           | 0:6       | FK Liepājas Metalurgs | 0:3 (enlace roto disponible en Internet Archive; véase el historial, la primera versión y la última). | 0:3 (enlace roto disponible en Internet Archive; véase el historial, la primera versión y la última). |
| FC TVMK Tallinn       | 1:3       | MyPa                  | 1:1 (enlace roto disponible en Internet Archive; véase el historial, la primera versión y la última). | 0:2 (enlace roto disponible en Internet Archive; véase el historial, la primera versión y la última). |
| Esbjerg fB            | 7:2       | FC Flora Tallinn      | 1:2 (enlace roto disponible en Internet Archive; véase el historial, la primera versión y la última). | 6:0 (enlace roto disponible en Internet Archive; véase el historial, la primera versión y la última). |
| ÍBV Vestmannaeyjar    | 2:3       | B36 Tórshavn          | 1:1 (enlace roto disponible en Internet Archive; véase el historial, la primera versión y la última). | 1:2 (enlace roto disponible en Internet Archive; véase el historial, la primera versión y la última). |
| FC Etzella Ettelbruck | 0:6       | Keflavík ÍF           | 0:4 (enlace roto disponible en Internet Archive; véase el historial, la primera versión y la última). | 0:2 (enlace roto disponible en Internet Archive; véase el historial, la primera versión y la última). |

### Segunda ronda

#### Zona Sur-Mediterráneo
| Equipo local ida  | Resultado | Equipo visitante ida      | Ida                                                                                                   | Vuelta |
| ----------------- | --------- | ------------------------- | --- | --- |
| FK Bashkimi       | 0:11      | Maccabi Petah-Tikvah      | 0:5 (enlace roto disponible en Internet Archive; véase el historial, la primera versión y la última). | 0:6 (enlace roto disponible en Internet Archive; véase el historial, la primera versión y la última).        |
| APOEL Nicosia     | 3:2       | Maccabi Tel-Aviv          | 1:0 (enlace roto disponible en Internet Archive; véase el historial, la primera versión y la última). | (pró.) 2:2 (enlace roto disponible en Internet Archive; véase el historial, la primera versión y la última). |
| Litex Lovech      | (v.) 2:2  | NK Rijeka                 | 1:0 (enlace roto disponible en Internet Archive; véase el historial, la primera versión y la última). | 1:2 (enlace roto disponible en Internet Archive; véase el historial, la primera versión y la última).        |
| NK Inter Zaprešić | 1:7       | Estrella Roja de Belgrado | 1:3 (enlace roto disponible en Internet Archive; véase el historial, la primera versión y la última). | 0:4 (enlace roto disponible en Internet Archive; véase el historial, la primera versión y la última).        |
| FK Zeta           | 2:5       | NK Široki Brijeg          | 0:1 (enlace roto disponible en Internet Archive; véase el historial, la primera versión y la última). | 2:4 (enlace roto disponible en Internet Archive; véase el historial, la primera versión y la última).        |
| NK Publikum       | 1:3       | Levski Sofia              | 1:0 (enlace roto disponible en Internet Archive; véase el historial, la primera versión y la última). | 0:3 (enlace roto disponible en Internet Archive; véase el historial, la primera versión y la última).        |
| Dinamo Bucarest   | 4:3       | AC Omonia                 | 3:2 (enlace roto disponible en Internet Archive; véase el historial, la primera versión y la última). | 1:1 (enlace roto disponible en Internet Archive; véase el historial, la primera versión y la última).        |
| Rapid Bucarest    | 4:1       | FK Vardar                 | 3:0 (enlace roto disponible en Internet Archive; véase el historial, la primera versión y la última). | 1:1 (enlace roto disponible en Internet Archive; véase el historial, la primera versión y la última).        |
| FC Ashdod         | 3:3 (v.)  | NK Domžale                | 2:2 (enlace roto disponible en Internet Archive; véase el historial, la primera versión y la última). | 1:1 (enlace roto disponible en Internet Archive; véase el historial, la primera versión y la última).        |
| FC Vaduz          | 1:6       | Beşiktaş                  | 0:1 (enlace roto disponible en Internet Archive; véase el historial, la primera versión y la última). | 1:5 (enlace roto disponible en Internet Archive; véase el historial, la primera versión y la última).        |
| OFK Belgrado      | 2:2 (v.)  | Lokomotiv Plovdiv         | 2:1 (enlace roto disponible en Internet Archive; véase el historial, la primera versión y la última). | 0:1 (enlace roto disponible en Internet Archive; véase el historial, la primera versión y la última).        |

#### Zona Central-Este
| Equipo local ida    | Resultado | Equipo visitante ida     | Ida                                                                                                   | Vuelta                                                                                                |
| ------------------- | --------- | ------------------------ | --- | --- |
| MŠK Žilina          | 3:4       | Austria Viena            | 1:2 (enlace roto disponible en Internet Archive; véase el historial, la primera versión y la última). | 2:2 (enlace roto disponible en Internet Archive; véase el historial, la primera versión y la última). |
| Legia Warszawa      | 1:5       | FC Zürich                | 0:1 (enlace roto disponible en Internet Archive; véase el historial, la primera versión y la última). | 1:4 (enlace roto disponible en Internet Archive; véase el historial, la primera versión y la última). |
| FC MTZ-RIPO         | 2:3       | FK Teplice               | 1:1 (enlace roto disponible en Internet Archive; véase el historial, la primera versión y la última). | 1:2 (enlace roto disponible en Internet Archive; véase el historial, la primera versión y la última). |
| Dyskobolia Grodzisk | 4:1       | FK Dukla Banská Bystrica | 4:1 (enlace roto disponible en Internet Archive; véase el historial, la primera versión y la última). | 0:0 (enlace roto disponible en Internet Archive; véase el historial, la primera versión y la última). |
| Grasshopper         | (v.) 3:3  | Wisła Płock              | 1:0 (enlace roto disponible en Internet Archive; véase el historial, la primera versión y la última). | 2:3 (enlace roto disponible en Internet Archive; véase el historial, la primera versión y la última). |
| Banants             | 2:8       | Dnipro Dnipropetrovsk    | 2:4 (enlace roto disponible en Internet Archive; véase el historial, la primera versión y la última). | 0:4 (enlace roto disponible en Internet Archive; véase el historial, la primera versión y la última). |
| Krylia Sovetov      | 4:0       | BATE Borisov             | 2:0 (enlace roto disponible en Internet Archive; véase el historial, la primera versión y la última). | 2:0 (enlace roto disponible en Internet Archive; véase el historial, la primera versión y la última). |
| FC Nistru Otaci     | 0:3       | Grazer AK                | 0:2 (enlace roto disponible en Internet Archive; véase el historial, la primera versión y la última). | 0:1 (enlace roto disponible en Internet Archive; véase el historial, la primera versión y la última). |
| FC Sopron           | 1:5       | Metalurg Donetsk         | 0:3 (enlace roto disponible en Internet Archive; véase el historial, la primera versión y la última). | 1:2 (enlace roto disponible en Internet Archive; véase el historial, la primera versión y la última). |
| SV Pasching         | 3:3 (v.)  | Zenit San Petersburgo    | 2:2 (enlace roto disponible en Internet Archive; véase el historial, la primera versión y la última). | 1:1 (enlace roto disponible en Internet Archive; véase el historial, la primera versión y la última). |

#### Zona Norte
| Equipo local ida      | Resultado    | Equipo visitante ida | Ida                                                                                                   | Vuelta                                                                                                |
| --------------------- | ------------ | -------------------- | --- | --- |
| Djurgårdens IF        | 1:1 (v.)     | Cork City            | 1:1 (enlace roto disponible en Internet Archive; véase el historial, la primera versión y la última). | 0:0 Archivado el 26 de mayo de 2008 en Wayback Machine.                                               |
| Copenhague            | 4:0          | Carmarthen Town AFC  | 2:0 (enlace roto disponible en Internet Archive; véase el historial, la primera versión y la última). | 2:0 (enlace roto disponible en Internet Archive; véase el historial, la primera versión y la última). |
| Rhyl                  | 1:3          | Viking FK            | 0:1 (enlace roto disponible en Internet Archive; véase el historial, la primera versión y la última). | 1:2 (enlace roto disponible en Internet Archive; véase el historial, la primera versión y la última). |
| SK Brann              | 2:0          | AC Allianssi         | 0:0 (enlace roto disponible en Internet Archive; véase el historial, la primera versión y la última). | 2:0 (enlace roto disponible en Internet Archive; véase el historial, la primera versión y la última). |
| Halmstads BK          | 5:3          | Linfield             | 1:1 (enlace roto disponible en Internet Archive; véase el historial, la primera versión y la última). | 4:2 (enlace roto disponible en Internet Archive; véase el historial, la primera versión y la última). |
| FK Liepājas Metalurgs | 2:6          | Racing Genk          | 2:3 (enlace roto disponible en Internet Archive; véase el historial, la primera versión y la última). | 0:3 (enlace roto disponible en Internet Archive; véase el historial, la primera versión y la última). |
| MyPa                  | (v.) 2:2     | Dundee United        | 0:0 (enlace roto disponible en Internet Archive; véase el historial, la primera versión y la última). | 2:2 (enlace roto disponible en Internet Archive; véase el historial, la primera versión y la última). |
| Esbjerg fB            | 1:1 (2-3 p.) | Tromsø IL            | 0:1 (enlace roto disponible en Internet Archive; véase el historial, la primera versión y la última). | 1:0 (enlace roto disponible en Internet Archive; véase el historial, la primera versión y la última). |
| FC Midtjylland        | 4:3          | B36 Tórshavn         | 2:1 (enlace roto disponible en Internet Archive; véase el historial, la primera versión y la última). | 2:2 (enlace roto disponible en Internet Archive; véase el historial, la primera versión y la última). |
| 1. FSV Maguncia 05    | 4:0          | Keflavík ÍF          | 2:0 (enlace roto disponible en Internet Archive; véase el historial, la primera versión y la última). | 2:0 (enlace roto disponible en Internet Archive; véase el historial, la primera versión y la última). |

## Primera Ronda
La primera ronda de la competición consistió en emparejamientos a doble partido entre los 80 equipos clasificados finalmente. 30 de ellos lo habían conseguido directamente, 31 lo consiguieron en las fases de clasificación previas, otros 3 se clasificaron por medio de la Copa Intertoto, y a todos estos se unieron los 16 equipos que no consiguieron acceder a la Liga de Campeones de la UEFA en su última ronda de clasificación.
Según el sorteo, se formaron 40 emparejamientos con cabezas de serie y la restricción de no jugar equipos del mismo país entre sí. La eliminatoria consistió en dos partidos de ida y vuelta, disputados el 15 y el 29 de septiembre, respectivamente.
| Equipo local ida          | Resultado  | Equipo visitante ida     | Ida                                                                                                   | Vuelta |
| ------------------------- | ---------- | ------------------------ | --- | --- |
| Slavia Praga              | 4:1        | Cork City FC             | 2:0 (enlace roto disponible en Internet Archive; véase el historial, la primera versión y la última). | 2:1 (enlace roto disponible en Internet Archive; véase el historial, la primera versión y la última).     |
| Bayer Leverkusen          | 0:2        | PFC CSKA Sofia           | 0:1 (enlace roto disponible en Internet Archive; véase el historial, la primera versión y la última). | 0:1 (enlace roto disponible en Internet Archive; véase el historial, la primera versión y la última).     |
| Hamburgo SV               | 2:1        | FC Copenhague            | 1:1 (enlace roto disponible en Internet Archive; véase el historial, la primera versión y la última). | 1:0 (enlace roto disponible en Internet Archive; véase el historial, la primera versión y la última).     |
| Viking FK                 | (v)2:2     | FK Austria Viena         | 1:0 (enlace roto disponible en Internet Archive; véase el historial, la primera versión y la última). | 1:2 (enlace roto disponible en Internet Archive; véase el historial, la primera versión y la última).     |
| AS Monaco                 | 5:1        | Willem II Tilburg        | 2:0 (enlace roto disponible en Internet Archive; véase el historial, la primera versión y la última). | 3:1 (enlace roto disponible en Internet Archive; véase el historial, la primera versión y la última).     |
| Brøndby IF                | 3:2        | FC Zürich                | 2:0 (enlace roto disponible en Internet Archive; véase el historial, la primera versión y la última). | 1:2 (enlace roto disponible en Internet Archive; véase el historial, la primera versión y la última).     |
| Maccabi Petah-Tikvah      | 5:4        | Partizan Belgrado        | 0:2 (enlace roto disponible en Internet Archive; véase el historial, la primera versión y la última). | 5:2 (enlace roto disponible en Internet Archive; véase el historial, la primera versión y la última).     |
| US Palermo                | 6:1        | Anorthosis Famagusta FC  | 2:1 (enlace roto disponible en Internet Archive; véase el historial, la primera versión y la última). | 4:0 (enlace roto disponible en Internet Archive; véase el historial, la primera versión y la última).     |
| SK Brann                  | 3:5        | Lokomotiv Moscú          | 1:2 (enlace roto disponible en Internet Archive; véase el historial, la primera versión y la última). | 2:3 (enlace roto disponible en Internet Archive; véase el historial, la primera versión y la última).     |
| FK Teplice                | 1:3        | RCD Espanyol             | 1:1 (enlace roto disponible en Internet Archive; véase el historial, la primera versión y la última). | 0:2 (enlace roto disponible en Internet Archive; véase el historial, la primera versión y la última).     |
| Vitória Setúbal           | 1:2        | UC Sampdoria             | 1:1 (enlace roto disponible en Internet Archive; véase el historial, la primera versión y la última). | 0:1 (enlace roto disponible en Internet Archive; véase el historial, la primera versión y la última).     |
| Vålerenga IF              | 1:6        | Steaua Bucarest          | 0:3 (enlace roto disponible en Internet Archive; véase el historial, la primera versión y la última). | 1:3 (enlace roto disponible en Internet Archive; véase el historial, la primera versión y la última).     |
| RC Lens                   | 5:3        | Dyskobolia Grodzisk      | 1:1 (enlace roto disponible en Internet Archive; véase el historial, la primera versión y la última). | 4:2 (enlace roto disponible en Internet Archive; véase el historial, la primera versión y la última).     |
| Halmstads BK              | (v)4:4     | Sporting de Portugal     | 1:2 (enlace roto disponible en Internet Archive; véase el historial, la primera versión y la última). | (pr)3:2 (enlace roto disponible en Internet Archive; véase el historial, la primera versión y la última). |
| APOEL Nicosia             | 1:4        | Hertha BSC Berlin        | 0:1 (enlace roto disponible en Internet Archive; véase el historial, la primera versión y la última). | 1:3 (enlace roto disponible en Internet Archive; véase el historial, la primera versión y la última).     |
| Litex Lovech              | 3:2        | Racing Genk              | 2:2 (enlace roto disponible en Internet Archive; véase el historial, la primera versión y la última). | 1:0 (enlace roto disponible en Internet Archive; véase el historial, la primera versión y la última).     |
| Grasshopper-Club Zürich   | 4:1        | MyPa                     | 1:1 (enlace roto disponible en Internet Archive; véase el historial, la primera versión y la última). | 3:0 (enlace roto disponible en Internet Archive; véase el historial, la primera versión y la última).     |
| Middlesbrough FC          | 2:0        | Skoda Xanthi FC          | 2:0 (enlace roto disponible en Internet Archive; véase el historial, la primera versión y la última). | 0:0 (enlace roto disponible en Internet Archive; véase el historial, la primera versión y la última).     |
| Hibernian FC              | 1:5        | FC Dnipro Dnipropetrovsk | 0:0 (enlace roto disponible en Internet Archive; véase el historial, la primera versión y la última). | 1:5 (enlace roto disponible en Internet Archive; véase el historial, la primera versión y la última).     |
| PFC Krylia Sovetov        | 6:6(v)     | AZ Alkmaar               | 5:3 (enlace roto disponible en Internet Archive; véase el historial, la primera versión y la última). | 1:3 (enlace roto disponible en Internet Archive; véase el historial, la primera versión y la última).     |
| Estrella Roja de Belgrado | (v)1:1     | SC Braga                 | 0:0 (enlace roto disponible en Internet Archive; véase el historial, la primera versión y la última). | 1:1 (enlace roto disponible en Internet Archive; véase el historial, la primera versión y la última).     |
| FC Basel                  | 6:0        | NK Široki Brijeg         | 5:0 (enlace roto disponible en Internet Archive; véase el historial, la primera versión y la última). | 1:0 (enlace roto disponible en Internet Archive; véase el historial, la primera versión y la última).     |
| Grazer AK                 | 0:7        | RC Estrasburgo           | 0:2 (enlace roto disponible en Internet Archive; véase el historial, la primera versión y la última). | 0:5 (enlace roto disponible en Internet Archive; véase el historial, la primera versión y la última).     |
| Tromsø IL                 | 2:1        | Galatasaray SK           | 1:0 (enlace roto disponible en Internet Archive; véase el historial, la primera versión y la última). | 1:1 (enlace roto disponible en Internet Archive; véase el historial, la primera versión y la última).     |
| AS Roma                   | 5:1        | Aris Salónica FC         | 5:1 (enlace roto disponible en Internet Archive; véase el historial, la primera versión y la última). | 0:0 (enlace roto disponible en Internet Archive; véase el historial, la primera versión y la última).     |
| AJ Auxerre                | 2:2(v)     | Levski Sofia             | 2:1 (enlace roto disponible en Internet Archive; véase el historial, la primera versión y la última). | 0:1 (enlace roto disponible en Internet Archive; véase el historial, la primera versión y la última).     |
| Dinamo Bucarest           | 5-2        | Everton FC               | 5:1 (enlace roto disponible en Internet Archive; véase el historial, la primera versión y la última). | 0:1 (enlace roto disponible en Internet Archive; véase el historial, la primera versión y la última).     |
| FC Baník Ostrava          | 2:5        | SC Heerenveen            | 2:0 (enlace roto disponible en Internet Archive; véase el historial, la primera versión y la última). | 0:5 (enlace roto disponible en Internet Archive; véase el historial, la primera versión y la última).     |
| CSKA Moscú                | 6:2        | FC Midtjylland           | 3:1 (enlace roto disponible en Internet Archive; véase el historial, la primera versión y la última). | 3:1 (enlace roto disponible en Internet Archive; véase el historial, la primera versión y la última).     |
| KFC Germinal Beerschot    | 0:0(1-4 p) | Olympique Marsella       | 0:0 (enlace roto disponible en Internet Archive; véase el historial, la primera versión y la última). | 0:0 (enlace roto disponible en Internet Archive; véase el historial, la primera versión y la última).     |
| Feyenoord de Róterdam     | 1:2        | Rapid Bucarest           | 1:1 (enlace roto disponible en Internet Archive; véase el historial, la primera versión y la última). | 0:1 (enlace roto disponible en Internet Archive; véase el historial, la primera versión y la última).     |
| Stade Rennais FC          | 3:1        | CA Osasuna               | 3:1 (enlace roto disponible en Internet Archive; véase el historial, la primera versión y la última). | 0:0 (enlace roto disponible en Internet Archive; véase el historial, la primera versión y la última).     |
| VfB Stuttgart             | 2:1        | NK Domžale               | 2:0 (enlace roto disponible en Internet Archive; véase el historial, la primera versión y la última). | 0:1 (enlace roto disponible en Internet Archive; véase el historial, la primera versión y la última).     |
| FC Shakhtar Donetsk       | 6:1        | Debreceni VSC            | 4:1 (enlace roto disponible en Internet Archive; véase el historial, la primera versión y la última). | 2:0 (enlace roto disponible en Internet Archive; véase el historial, la primera versión y la última).     |
| PAOK Salónica FC          | (v)3:3     | Metalurg Donetsk         | 1:1 (enlace roto disponible en Internet Archive; véase el historial, la primera versión y la última). | 2:2 (enlace roto disponible en Internet Archive; véase el historial, la primera versión y la última).     |
| Sevilla FC                | 2:0        | 1. FSV Maguncia 05       | 0:0 (enlace roto disponible en Internet Archive; véase el historial, la primera versión y la última). | 2:0 (enlace roto disponible en Internet Archive; véase el historial, la primera versión y la última).     |
| Beşiktaş JK               | 4:2        | Malmö FF                 | 0:1 (enlace roto disponible en Internet Archive; véase el historial, la primera versión y la última). | 4:1 (enlace roto disponible en Internet Archive; véase el historial, la primera versión y la última).     |
| Bolton Wanderers FC       | 4:2        | Lokomotiv Plovdiv        | 2:1 (enlace roto disponible en Internet Archive; véase el historial, la primera versión y la última). | 2:1 (enlace roto disponible en Internet Archive; véase el historial, la primera versión y la última).     |
| Zenit San Petersburgo     | 1:0        | AEK Atenas FC            | 0:0 (enlace roto disponible en Internet Archive; véase el historial, la primera versión y la última). | 1:0 (enlace roto disponible en Internet Archive; véase el historial, la primera versión y la última).     |
| Vitória Guimarães         | 4:0        | Wisła Cracovia           | 3:0 (enlace roto disponible en Internet Archive; véase el historial, la primera versión y la última). | 1:0 (enlace roto disponible en Internet Archive; véase el historial, la primera versión y la última).     |

## Fase de grupos
En el sorteo se repartieron los equipos en ocho grupos de cinco integrantes. Accedieron a la siguiente ronda los tres primeros clasificados.
La liguilla de cada grupo constó de una sola vuelta, de tal manera que cada equipo disputase entre sus cuatro rivales dos partidos como local y dos como visitante. Un programa informático se encargó de asignar la localía de cada encuentro, procurando que no se disputen partidos en los países del norte en el mes de diciembre.
Esta fase fue disputada entre el 20 de octubre y el 15 de diciembre de 2005.
Leyenda:
| Clasificado para dieciseisavos |
| Eliminado                      |

### Grupo A
| Equipo       | Pts | PJ | PG | PE | PP | GF | GC | DG |
| ------------ | --- | -- | -- | -- | -- | -- | -- | -- |
| Mónaco       | 9   | 4  | 3  | 0  | 1  | 6  | 2  | +4 |
| Hamburgo     | 9   | 4  | 3  | 0  | 1  | 5  | 2  | +3 |
| Slavia Praga | 4   | 4  | 1  | 1  | 2  | 6  | 8  | -2 |
| Viking       | 4   | 4  | 1  | 1  | 2  | 3  | 6  | -3 |
| CSKA Sofía   | 3   | 4  | 1  | 0  | 3  | 5  | 7  | -2 |

| Fecha           | Estadio          | Local          | Resultado                                               | Visitante      |
| --------------- | ---------------- | -------------- | ------------------------------------------------------- | -------------- |
| 20 de octubre   | Balgarska Armiya | PFC CSKA Sofia | 0:1 Archivado el 16 de mayo de 2008 en Wayback Machine. | Hamburgo SV    |
| 20 de octubre   | Viking Stadion   | Viking FK      | 1:0 Archivado el 16 de mayo de 2008 en Wayback Machine. | AS Monaco      |
| 3 de noviembre  | AOL Arena        | Hamburgo SV    | 2:0 Archivado el 16 de mayo de 2008 en Wayback Machine. | Viking FK      |
| 3 de noviembre  | Evžena Rošického | Slavia Praga   | 4:2 Archivado el 16 de mayo de 2008 en Wayback Machine. | PFC CSKA Sofia |
| 24 de noviembre | Stade Louis II   | AS Monaco      | 2:0 Archivado el 16 de mayo de 2008 en Wayback Machine. | Hamburgo SV    |
| 24 de noviembre | Viking Stadion   | Viking FK      | 2:2 Archivado el 16 de mayo de 2008 en Wayback Machine. | Slavia Praga   |
| 30 de noviembre | Evžena Rošického | Slavia Praga   | 0:2 Archivado el 16 de mayo de 2008 en Wayback Machine. | AS Monaco      |
| 30 de noviembre | Balgarska Armiya | PFC CSKA Sofia | 2:0 Archivado el 16 de mayo de 2008 en Wayback Machine. | Viking FK      |
| 15 de diciembre | Stade Louis II   | AS Monaco      | 2:1 Archivado el 16 de mayo de 2008 en Wayback Machine. | PFC CSKA Sofia |
| 15 de diciembre | AOL Arena        | Hamburgo SV    | 2:0 Archivado el 16 de mayo de 2008 en Wayback Machine. | Slavia Praga   |

### Grupo B
| Equipo               | Pts | PJ | PG | PE | PP | GF | GC | DG |
| -------------------- | --- | -- | -- | -- | -- | -- | -- | -- |
| Palermo              | 8   | 4  | 2  | 2  | 0  | 6  | 2  | +4 |
| Espanyol             | 8   | 4  | 2  | 2  | 0  | 4  | 2  | +2 |
| Lokomotiv Moscú      | 7   | 4  | 2  | 1  | 1  | 8  | 3  | +5 |
| Brøndby IF           | 4   | 4  | 1  | 1  | 2  | 5  | 8  | -3 |
| Maccabi Petah-Tikvah | 0   | 4  | 0  | 0  | 4  | 1  | 9  | -8 |

| Fecha           | Estadio           | Local                | Resultado                                                                                             | Visitante            |
| --------------- | ----------------- | -------------------- | --- | -------------------- |
| 19 de octubre   | Estadio Lokomotiv | Lokomotiv Moscú      | 0:1 (enlace roto disponible en Internet Archive; véase el historial, la primera versión y la última). | RCD Espanyol         |
| 20 de octubre   | Ramat Gan Stadium | Maccabi Petah-Tikvah | 1:2 (enlace roto disponible en Internet Archive; véase el historial, la primera versión y la última). | US Palermo           |
| 3 de noviembre  | Renzo Barbera     | US Palermo           | 0:0 (enlace roto disponible en Internet Archive; véase el historial, la primera versión y la última). | Lokomotiv Moscú      |
| 3 de noviembre  | Estadio Brøndby   | Brøndby IF           | 2:0 (enlace roto disponible en Internet Archive; véase el historial, la primera versión y la última). | Maccabi Petah-Tikvah |
| 23 de noviembre | Estadio Lokomotiv | Lokomotiv Moscú      | 4:2 (enlace roto disponible en Internet Archive; véase el historial, la primera versión y la última). | Brøndby IF           |
| 24 de noviembre | Lluís Companys    | RCD Espanyol         | 1:1 (enlace roto disponible en Internet Archive; véase el historial, la primera versión y la última). | US Palermo           |
| 30 de noviembre | Estadio Brøndby   | Brøndby IF           | 1:1 (enlace roto disponible en Internet Archive; véase el historial, la primera versión y la última). | RCD Espanyol         |
| 30 de noviembre | Ramat Gan Stadium | Maccabi Petah-Tikvah | 0:4 (enlace roto disponible en Internet Archive; véase el historial, la primera versión y la última). | Lokomotiv Moscú      |
| 15 de diciembre | Lluís Companys    | RCD Espanyol         | 1:0 (enlace roto disponible en Internet Archive; véase el historial, la primera versión y la última). | Maccabi Petah-Tikvah |
| 15 de diciembre | Renzo Barbera     | US Palermo           | 3:0 (enlace roto disponible en Internet Archive; véase el historial, la primera versión y la última). | Brøndby IF           |

### Grupo C
| Equipo          | Pts | PJ | PG | PE | PP | GF | GC | DG  |
| --------------- | --- | -- | -- | -- | -- | -- | -- | --- |
| Steaua Bucarest | 8   | 4  | 2  | 2  | 0  | 7  | 0  | +7  |
| Lens            | 7   | 4  | 2  | 1  | 1  | 7  | 5  | +2  |
| Hertha Berlín   | 6   | 4  | 1  | 3  | 0  | 1  | 0  | +1  |
| Sampdoria       | 5   | 4  | 1  | 2  | 1  | 4  | 3  | +1  |
| Halmstads BK    | 0   | 4  | 0  | 0  | 4  | 1  | 12 | -11 |

| Fecha           | Estadio            | Local            | Resultado                                               | Visitante        |
| --------------- | ------------------ | ---------------- | ------------------------------------------------------- | ---------------- |
| 20 de octubre   | Stadionul Ghencea  | Steaua Bucarest  | 4:0 Archivado el 16 de mayo de 2008 en Wayback Machine. | RC Lens          |
| 20 de octubre   | Estadio Ullevi     | Halmstads BK     | 0:1 Archivado el 16 de mayo de 2008 en Wayback Machine. | Hertha de Berlín |
| 3 de noviembre  | Félix Bollaert     | RC Lens          | 5:0 Archivado el 16 de mayo de 2008 en Wayback Machine. | Halmstads BK     |
| 3 de noviembre  | Luigi Ferraris     | UC Sampdoria     | 0:0 Archivado el 16 de mayo de 2008 en Wayback Machine. | Steaua Bucarest  |
| 24 de noviembre | Olímpico de Berlín | Hertha de Berlín | 0:0 Archivado el 16 de mayo de 2008 en Wayback Machine. | RC Lens          |
| 24 de noviembre | Estadio Ullevi     | Halmstads BK     | 1:3 Archivado el 16 de mayo de 2008 en Wayback Machine. | UC Sampdoria     |
| 30 de noviembre | Luigi Ferraris     | UC Sampdoria     | 0:0 Archivado el 16 de mayo de 2008 en Wayback Machine. | Hertha de Berlín |
| 30 de noviembre | Stadionul Ghencea  | Steaua Bucarest  | 3:0 Archivado el 16 de mayo de 2008 en Wayback Machine. | Halmstads BK     |
| 15 de diciembre | Olímpico de Berlín | Hertha de Berlín | 0:0 Archivado el 16 de mayo de 2008 en Wayback Machine. | Steaua Bucarest  |
| 15 de diciembre | Félix Bollaert     | RC Lens          | 2:1 Archivado el 16 de mayo de 2008 en Wayback Machine. | UC Sampdoria     |

### Grupo D
| Equipo                | Pts | PJ | PG | PE | PP | GF | GC | DG |
| --------------------- | --- | -- | -- | -- | -- | -- | -- | -- |
| Middlesbrough         | 10  | 4  | 3  | 1  | 0  | 6  | 0  | +6 |
| AZ Alkmaar            | 10  | 4  | 3  | 1  | 0  | 5  | 1  | +4 |
| Litex Lovech          | 6   | 4  | 2  | 0  | 2  | 4  | 5  | -1 |
| Dnipro Dnipropetrovsk | 3   | 4  | 1  | 0  | 3  | 4  | 9  | -5 |
| Grasshopper           | 0   | 4  | 0  | 0  | 4  | 3  | 7  | -4 |

| Fecha           | Estadio           | Local                 | Resultado                                               | Visitante             |
| --------------- | ----------------- | --------------------- | ------------------------------------------------------- | --------------------- |
| 20 de octubre   | Hardturm-Stadion  | Grasshopper           | 0:1 Archivado el 16 de mayo de 2008 en Wayback Machine. | Middlesbrough FC      |
| 20 de octubre   | Stadium Meteor    | Dnipro Dnipropetrovsk | 1:2 Archivado el 16 de mayo de 2008 en Wayback Machine. | AZ Alkmaar            |
| 3 de noviembre  | Riverside Stadium | Middlesbrough FC      | 3:0 Archivado el 16 de mayo de 2008 en Wayback Machine. | Dnipro Dnipropetrovsk |
| 3 de noviembre  | Lovech Stadium    | Litex Lovech          | 2:1 Archivado el 16 de mayo de 2008 en Wayback Machine. | Grasshopper           |
| 24 de noviembre | Alkmaarderhout    | AZ Alkmaar            | 0:0 Archivado el 16 de mayo de 2008 en Wayback Machine. | Middlesbrough FC      |
| 24 de noviembre | Stadium Meteor    | Dnipro Dnipropetrovsk | 0:2 Archivado el 16 de mayo de 2008 en Wayback Machine. | Litex Lovech          |
| 30 de noviembre | Lovech Stadium    | Litex Lovech          | 0:2 Archivado el 16 de mayo de 2008 en Wayback Machine. | AZ Alkmaar            |
| 30 de noviembre | Hardturm-Stadion  | Grasshopper           | 2:3 Archivado el 16 de mayo de 2008 en Wayback Machine. | Dnipro Dnipropetrovsk |
| 15 de diciembre | Alkmaarderhout    | AZ Alkmaar            | 1:0 Archivado el 16 de mayo de 2008 en Wayback Machine. | Grasshopper           |
| 15 de diciembre | Riverside Stadium | Middlesbrough FC      | 2:0 Archivado el 16 de mayo de 2008 en Wayback Machine. | Litex Lovech          |

### Grupo E
| Equipo             | Pts | PJ | PG | PE | PP | GF | GC | DG |
| ------------------ | --- | -- | -- | -- | -- | -- | -- | -- |
| Racing Estrasburgo | 8   | 4  | 2  | 2  | 0  | 7  | 3  | +4 |
| Roma               | 7   | 4  | 2  | 1  | 1  | 7  | 6  | +1 |
| Basel              | 6   | 4  | 2  | 0  | 2  | 7  | 9  | -2 |
| Estrella Roja      | 4   | 4  | 1  | 1  | 2  | 7  | 8  | -1 |
| Tromsø IL          | 3   | 4  | 1  | 0  | 3  | 7  | 9  | -2 |

| Fecha           | Estadio               | Local          | Resultado                                               | Visitante      |
| --------------- | --------------------- | -------------- | ------------------------------------------------------- | -------------- |
| 20 de octubre   | St. Jakob Park        | FC Basel       | 0:2 Archivado el 16 de mayo de 2008 en Wayback Machine. | RC Estrasburgo |
| 20 de octubre   | Alfheim Stadion       | Tromsø IL      | 1:2 Archivado el 16 de mayo de 2008 en Wayback Machine. | AS Roma        |
| 3 de noviembre  | Stade de la Meinau    | RC Estrasburgo | 2:0 Archivado el 16 de mayo de 2008 en Wayback Machine. | Tromsø IL      |
| 3 de noviembre  | Estadio Estrella Roja | Estrella Roja  | 1:2 Archivado el 16 de mayo de 2008 en Wayback Machine. | FC Basel       |
| 24 de noviembre | Olimpico di Roma      | AS Roma        | 1:1 Archivado el 16 de mayo de 2008 en Wayback Machine. | RC Estrasburgo |
| 24 de noviembre | Alfheim Stadion       | Tromsø IL      | 3:1 Archivado el 16 de mayo de 2008 en Wayback Machine. | Estrella Roja  |
| 1 de diciembre  | Estadio Estrella Roja | Estrella Roja  | 3:1 Archivado el 16 de mayo de 2008 en Wayback Machine. | AS Roma        |
| 1 de diciembre  | St. Jakob Park        | FC Basel       | 4:3 Archivado el 16 de mayo de 2008 en Wayback Machine. | Tromsø IL      |
| 14 de diciembre | Olimpico di Roma      | AS Roma        | 3:1 Archivado el 16 de mayo de 2008 en Wayback Machine. | FC Basel       |
| 14 de diciembre | Stade de la Meinau    | RC Estrasburgo | 2:2 Archivado el 16 de mayo de 2008 en Wayback Machine. | Estrella Roja  |

### Grupo F
| Equipo                | Pts | PJ | PG | PE | PP | GF | GC | DG |
| --------------------- | --- | -- | -- | -- | -- | -- | -- | -- |
| Olympique de Marsella | 9   | 4  | 3  | 0  | 1  | 5  | 3  | +2 |
| Levski Sofia          | 6   | 4  | 2  | 0  | 2  | 4  | 4  | 0  |
| Heerenveen            | 5   | 4  | 1  | 2  | 1  | 2  | 2  | 0  |
| CSKA Moscú            | 4   | 4  | 1  | 1  | 2  | 3  | 4  | -1 |
| Dinamo Bucarest       | 4   | 4  | 1  | 1  | 2  | 2  | 3  | -1 |

| Fecha           | Estadio             | Local              | Resultado                                                                                             | Visitante          |
| --------------- | ------------------- | ------------------ | --- | ------------------ |
| 20 de octubre   | Stadionul Dinamo    | Dinamo Bucarest    | 0:0 (enlace roto disponible en Internet Archive; véase el historial, la primera versión y la última). | SC Heerenveen      |
| 20 de octubre   | Estadio Dinamo      | CSKA Moscú         | 1:2 (enlace roto disponible en Internet Archive; véase el historial, la primera versión y la última). | Olympique Marsella |
| 3 de noviembre  | Abe Lenstra Stadion | SC Heerenveen      | 0:0 (enlace roto disponible en Internet Archive; véase el historial, la primera versión y la última). | CSKA Moscú         |
| 3 de noviembre  | Georgi Asparuhov    | Levski Sofia       | 1:0 (enlace roto disponible en Internet Archive; véase el historial, la primera versión y la última). | Dinamo Bucarest    |
| 24 de noviembre | Stade Vélodrome     | Olympique Marsella | 1:0 (enlace roto disponible en Internet Archive; véase el historial, la primera versión y la última). | SC Heerenveen      |
| 24 de noviembre | Estadio Dinamo      | CSKA Moscú         | 2:1 (enlace roto disponible en Internet Archive; véase el historial, la primera versión y la última). | Levski Sofia       |
| 1 de diciembre  | Georgi Asparuhov    | Levski Sofia       | 1:0 (enlace roto disponible en Internet Archive; véase el historial, la primera versión y la última). | Olympique Marsella |
| 1 de diciembre  | Stadionul Dinamo    | Dinamo Bucarest    | 1:0 (enlace roto disponible en Internet Archive; véase el historial, la primera versión y la última). | CSKA Moscú         |
| 14 de diciembre | Stade Vélodrome     | Olympique Marsella | 2:1 (enlace roto disponible en Internet Archive; véase el historial, la primera versión y la última). | Dinamo Bucarest    |
| 14 de diciembre | Abe Lenstra Stadion | SC Heerenveen      | 2:1 (enlace roto disponible en Internet Archive; véase el historial, la primera versión y la última). | Levski Sofia       |

### Grupo G
| Equipo           | Pts | PJ | PG | PE | PP | GF | GC | DG |
| ---------------- | --- | -- | -- | -- | -- | -- | -- | -- |
| Rapid Bucarest   | 9   | 4  | 3  | 0  | 1  | 5  | 2  | +3 |
| Shakhtar Donetsk | 9   | 4  | 3  | 0  | 1  | 4  | 1  | +3 |
| VfB Stuttgart    | 9   | 4  | 3  | 0  | 1  | 6  | 4  | +2 |
| PAOK Salónica    | 3   | 4  | 1  | 0  | 3  | 6  | 5  | +1 |
| Stade Rennais    | 0   | 4  | 0  | 0  | 4  | 1  | 10 | -9 |

| Fecha           | Estadio                  | Local               | Resultado                                                                                             | Visitante           |
| --------------- | ------------------------ | ------------------- | --- | ------------------- |
| 20 de octubre   | La Route de Lorient      | Stade Rennais FC    | 0:2 (enlace roto disponible en Internet Archive; véase el historial, la primera versión y la última). | VfB Stuttgart       |
| 20 de octubre   | RSK Olympiyskiy          | FC Shakhtar Donetsk | 1:0 (enlace roto disponible en Internet Archive; véase el historial, la primera versión y la última). | PAOK Salónica       |
| 3 de noviembre  | Gottlieb-Daimler-Stadion | VfB Stuttgart       | 0:2 (enlace roto disponible en Internet Archive; véase el historial, la primera versión y la última). | FC Shakhtar Donetsk |
| 3 de noviembre  | Estadio Giuleşti         | Rapid Bucarest      | 2:0 (enlace roto disponible en Internet Archive; véase el historial, la primera versión y la última). | Stade Rennais FC    |
| 24 de noviembre | Estadio La Tumba         | PAOK Salónica       | 1:2 (enlace roto disponible en Internet Archive; véase el historial, la primera versión y la última). | VfB Stuttgart       |
| 24 de noviembre | RSK Olympiyskiy          | FC Shakhtar Donetsk | 0:1 (enlace roto disponible en Internet Archive; véase el historial, la primera versión y la última). | Rapid Bucarest      |
| 1 de diciembre  | Estadio Giuleşti         | Rapid Bucarest      | 1:0 (enlace roto disponible en Internet Archive; véase el historial, la primera versión y la última). | PAOK Salónica       |
| 1 de diciembre  | La Route de Lorient      | Stade Rennais FC    | 0:1 (enlace roto disponible en Internet Archive; véase el historial, la primera versión y la última). | FC Shakhtar Donetsk |
| 14 de diciembre | Estadio La Tumba         | PAOK Salónica       | 5:1 (enlace roto disponible en Internet Archive; véase el historial, la primera versión y la última). | Stade Rennais FC    |
| 14 de diciembre | Gottlieb-Daimler-Stadion | VfB Stuttgart       | 2:1 (enlace roto disponible en Internet Archive; véase el historial, la primera versión y la última). | Rapid Bucarest      |

### Grupo H
| Equipo                | Pts | PJ | PG | PE | PP | GF | GC | DG |
| --------------------- | --- | -- | -- | -- | -- | -- | -- | -- |
| Sevilla               | 7   | 4  | 2  | 1  | 1  | 8  | 4  | +4 |
| Zenit San Petersburgo | 7   | 4  | 2  | 1  | 1  | 5  | 4  | +1 |
| Bolton Wanderers      | 6   | 4  | 1  | 3  | 0  | 4  | 3  | +1 |
| Beşiktaş              | 5   | 4  | 1  | 2  | 1  | 5  | 6  | -1 |
| Vitória Guimarães     | 1   | 4  | 0  | 1  | 3  | 4  | 9  | -5 |

| Fecha           | Estadio               | Local                 | Resultado                                                                                             | Visitante             |
| --------------- | --------------------- | --------------------- | --- | --------------------- |
| 20 de octubre   | BJK İnönü             | Beşiktaş JK           | 1:1 (enlace roto disponible en Internet Archive; véase el historial, la primera versión y la última). | Bolton Wanderers FC   |
| 20 de octubre   | Estadio Petrovsky     | Zenit San Petersburgo | 2:1 (enlace roto disponible en Internet Archive; véase el historial, la primera versión y la última). | Vitória Guimarães     |
| 3 de noviembre  | Estadio Reebok        | Bolton Wanderers FC   | 1:0 (enlace roto disponible en Internet Archive; véase el historial, la primera versión y la última). | Zenit San Petersburgo |
| 3 de noviembre  | Ramón Sánchez Pizjuán | Sevilla FC            | 3:0 (enlace roto disponible en Internet Archive; véase el historial, la primera versión y la última). | Beşiktaş JK           |
| 24 de noviembre | D. Afonso Henriques   | Vitória Guimarães     | 1:1 (enlace roto disponible en Internet Archive; véase el historial, la primera versión y la última). | Bolton Wanderers FC   |
| 24 de noviembre | Estadio Petrovsky     | Zenit San Petersburgo | 2:1 (enlace roto disponible en Internet Archive; véase el historial, la primera versión y la última). | Sevilla FC            |
| 1 de diciembre  | Ramón Sánchez Pizjuán | Sevilla FC            | 3:1 (enlace roto disponible en Internet Archive; véase el historial, la primera versión y la última). | Vitória Guimarães     |
| 1 de diciembre  | BJK İnönü             | Beşiktaş JK           | 1:1 (enlace roto disponible en Internet Archive; véase el historial, la primera versión y la última). | Zenit San Petersburgo |
| 14 de diciembre | D. Afonso Henriques   | Vitória Guimarães     | 1:3 (enlace roto disponible en Internet Archive; véase el historial, la primera versión y la última). | Beşiktaş JK           |
| 14 de diciembre | Estadio Reebok        | Bolton Wanderers FC   | 1:1 (enlace roto disponible en Internet Archive; véase el historial, la primera versión y la última). | Sevilla FC            |

## Dieciseisavos de final
| Equipo Local Ida       | Resultado | Equipo Visitante Ida  | Ida                                                     | Vuelta                                                        |
| ---------------------- | --------- | --------------------- | ------------------------------------------------------- | ------------------------------------------------------------- |
| Hertha Berlín          | 0:3       | Rapid Bucarest        | 0:1 Archivado el 18 de mayo de 2008 en Wayback Machine. | 0:2 Archivado el 18 de mayo de 2008 en Wayback Machine.       |
| FC Thun                | 1:2       | Hamburgo SV           | 1:0 Archivado el 18 de mayo de 2008 en Wayback Machine. | 0:2 Archivado el 18 de mayo de 2008 en Wayback Machine.       |
| SC Heerenveen          | 2:3       | Steaua Bucarest       | 1:3 Archivado el 18 de mayo de 2008 en Wayback Machine. | 1:0 Archivado el 18 de mayo de 2008 en Wayback Machine.       |
| Real Betis             | 3:2       | AZ Alkmaar            | 2:0 Archivado el 18 de mayo de 2008 en Wayback Machine. | (pró.)1:2 Archivado el 18 de mayo de 2008 en Wayback Machine. |
| FC Basel               | 2:1       | Mónaco                | 1:0 Archivado el 18 de mayo de 2008 en Wayback Machine. | 1:1 Archivado el 18 de mayo de 2008 en Wayback Machine.       |
| Litex Lovech           | 0:2       | Racing Estrasburgo    | 0:2 Archivado el 18 de mayo de 2008 en Wayback Machine. | 0:0 Archivado el 18 de mayo de 2008 en Wayback Machine.       |
| VfB Stuttgart          | 2:2 (v.)  | Middlesbrough         | 1:2 Archivado el 18 de mayo de 2008 en Wayback Machine. | 1:0 Archivado el 18 de mayo de 2008 en Wayback Machine.       |
| Club Brujas            | 2:4       | Roma                  | 1:2 Archivado el 18 de mayo de 2008 en Wayback Machine. | 1:2 Archivado el 18 de mayo de 2008 en Wayback Machine.       |
| Udinese                | 3:1       | Lens                  | 3:0 Archivado el 18 de mayo de 2008 en Wayback Machine. | 0:1 Archivado el 18 de mayo de 2008 en Wayback Machine.       |
| FC Artmedia Bratislava | 0:3       | Levski Sofia          | 0:1 Archivado el 18 de mayo de 2008 en Wayback Machine. | 0:2 Archivado el 18 de mayo de 2008 en Wayback Machine.       |
| Slavia Praga           | 2:2 (v.)  | Palermo               | 2:1 Archivado el 18 de mayo de 2008 en Wayback Machine. | 0:1 Archivado el 18 de mayo de 2008 en Wayback Machine.       |
| Schalke 04             | 5:1       | Espanyol              | 2:1 Archivado el 18 de mayo de 2008 en Wayback Machine. | 3:0 Archivado el 18 de mayo de 2008 en Wayback Machine.       |
| Lille                  | 3:2       | Shakhtar Donetsk      | 3:2 Archivado el 18 de mayo de 2008 en Wayback Machine. | 0:0 Archivado el 18 de mayo de 2008 en Wayback Machine.       |
| Lokomotiv Moscú        | 0:3       | Sevilla               | 0:1 Archivado el 18 de mayo de 2008 en Wayback Machine. | 0:2 Archivado el 18 de mayo de 2008 en Wayback Machine.       |
| Bolton Wanderers       | 1:2       | Olympique de Marsella | 0:0 Archivado el 18 de mayo de 2008 en Wayback Machine. | 1:2 Archivado el 18 de mayo de 2008 en Wayback Machine.       |
| Rosenborg BK           | 1:4       | Zenit San Petersburgo | 0:2 Archivado el 18 de mayo de 2008 en Wayback Machine. | 1:2 Archivado el 18 de mayo de 2008 en Wayback Machine.       |

## Rondas finales
|  | Dieciseisavos de final                                     | Dieciseisavos de final                                     | Dieciseisavos de final                                     | Dieciseisavos de final                                     |   |                        | Octavos de final                                           | Octavos de final                                           | Octavos de final                                           | Octavos de final                                           |  |                   | Cuartos de final                                      | Cuartos de final                                      | Cuartos de final                                      | Cuartos de final                                      |  |                    | Semifinales                                            | Semifinales                                            | Semifinales                                            | Semifinales                                            |  |               | Final                                         | Final                                         |  |
|  | 15 de febrero de 2006 (ida) 23 de febrero de 2006 (vuelta) | 15 de febrero de 2006 (ida) 23 de febrero de 2006 (vuelta) | 15 de febrero de 2006 (ida) 23 de febrero de 2006 (vuelta) | 15 de febrero de 2006 (ida) 23 de febrero de 2006 (vuelta) |   |                        | 9 de marzo de 2006 (ida) 15 y 16 de marzo de 2006 (vuelta) | 9 de marzo de 2006 (ida) 15 y 16 de marzo de 2006 (vuelta) | 9 de marzo de 2006 (ida) 15 y 16 de marzo de 2006 (vuelta) | 9 de marzo de 2006 (ida) 15 y 16 de marzo de 2006 (vuelta) |  |                   | 30 de marzo de 2006 (ida) 6 de abril de 2006 (vuelta) | 30 de marzo de 2006 (ida) 6 de abril de 2006 (vuelta) | 30 de marzo de 2006 (ida) 6 de abril de 2006 (vuelta) | 30 de marzo de 2006 (ida) 6 de abril de 2006 (vuelta) |  |                    | 20 de abril de 2006 (ida) 27 de abril de 2006 (vuelta) | 20 de abril de 2006 (ida) 27 de abril de 2006 (vuelta) | 20 de abril de 2006 (ida) 27 de abril de 2006 (vuelta) | 20 de abril de 2006 (ida) 27 de abril de 2006 (vuelta) |  |               | 10 de mayo de 2006 Philips Stadion, Eindhoven | 10 de mayo de 2006 Philips Stadion, Eindhoven |  |
|  |                                                            |                                                            |                                                            |                                                            |   |                        |                                                            |                                                            |                                                            |                                                            |  |                   |                                                       |                                                       |                                                       |                                                       |  |                    |                                                        |                                                        |                                                        |                                                        |  |               |                                               |                                               |  |
|  |                                                            |                                                            |                                                            |                                                            |   |                        |                                                            |                                                            |                                                            |                                                            |  |                   |                                                       |                                                       |                                                       |                                                       |  |                    |                                                        |                                                        |                                                        |                                                        |  |               |                                               |                                               |  |
|  | Hertha de Berlín                                           | 0                                                          | 0                                                          | 0                                                          |   |                        |                                                            |                                                            |                                                            |                                                            |  |                   |                                                       |                                                       |                                                       |                                                       |  |                    |                                                        |                                                        |                                                        |                                                        |  |               |                                               |                                               |  |
|  | Hertha de Berlín                                           | 0                                                          | 0                                                          | 0                                                          |   |                        |                                                            |                                                            |                                                            |                                                            |  |                   |                                                       |                                                       |                                                       |                                                       |  |                    |                                                        |                                                        |                                                        |                                                        |  |               |                                               |                                               |  |
|  | Rapid de Bucarest                                          | 1                                                          | 2                                                          | 3                                                          |   |                        |                                                            |                                                            |                                                            |                                                            |  |                   |                                                       |                                                       |                                                       |                                                       |  |                    |                                                        |                                                        |                                                        |                                                        |  |               |                                               |                                               |  |
|  | Rapid de Bucarest                                          | 1                                                          | 2                                                          | 3                                                          |   | Rapid de Bucarest (v.) | 2                                                          | 1                                                          | 3                                                          |                                                            |  |                   |                                                       |                                                       |                                                       |                                                       |  |                    |                                                        |                                                        |                                                        |                                                        |  |               |                                               |                                               |  |
|  |                                                            |                                                            |                                                            |                                                            |   | Rapid de Bucarest (v.) | 2                                                          | 1                                                          | 3                                                          |                                                            |  |                   |                                                       |                                                       |                                                       |                                                       |  |                    |                                                        |                                                        |                                                        |                                                        |  |               |                                               |                                               |  |
|  |                                                            |                                                            | Hamburgo                                                   | 0                                                          | 3 | 3                      |                                                            |                                                            |                                                            |                                                            |  |                   |                                                       |                                                       |                                                       |                                                       |  |                    |                                                        |                                                        |                                                        |                                                        |  |               |                                               |                                               |  |
|  | Thun                                                       | 1                                                          | Hamburgo                                                   | 0                                                          | 3 | 3                      | 0                                                          | 1                                                          |                                                            |                                                            |  |                   |                                                       |                                                       |                                                       |                                                       |  |                    |                                                        |                                                        |                                                        |                                                        |  |               |                                               |                                               |  |
|  | Thun                                                       | 1                                                          |                                                            |                                                            |   |                        |                                                            |                                                            |                                                            |                                                            |  |                   |                                                       |                                                       |                                                       |                                                       |  |                    |                                                        |                                                        |                                                        |                                                        |  |               |                                               |                                               |  |
|  | Hamburgo                                                   | 0                                                          | 2                                                          | 2                                                          |   |                        |                                                            |                                                            |                                                            |                                                            |  |                   |                                                       |                                                       |                                                       |                                                       |  |                    |                                                        |                                                        |                                                        |                                                        |  |               |                                               |                                               |  |
|  | Hamburgo                                                   | 0                                                          | 2                                                          | 2                                                          |   |                        |                                                            |                                                            |                                                            |                                                            |  | Rapid de Bucarest | 1                                                     | 0                                                     | 1                                                     |                                                       |  |                    |                                                        |                                                        |                                                        |                                                        |  |               |                                               |                                               |  |
|  |                                                            |                                                            |                                                            |                                                            |   |                        |                                                            |                                                            |                                                            |                                                            |  | Rapid de Bucarest | 1                                                     | 0                                                     | 1                                                     |                                                       |  |                    |                                                        |                                                        |                                                        |                                                        |  |               |                                               |                                               |  |
|  |                                                            |                                                            | Steaua de Bucarest (v.)                                    | 1                                                          | 0 | 1                      |                                                            |                                                            |                                                            |                                                            |  |                   |                                                       |                                                       |                                                       |                                                       |  |                    |                                                        |                                                        |                                                        |                                                        |  |               |                                               |                                               |  |
|  | Heerenveen                                                 | 1                                                          | Steaua de Bucarest (v.)                                    | 1                                                          | 0 | 1                      | 1                                                          | 2                                                          |                                                            |                                                            |  |                   |                                                       |                                                       |                                                       |                                                       |  |                    |                                                        |                                                        |                                                        |                                                        |  |               |                                               |                                               |  |
|  | Heerenveen                                                 | 1                                                          |                                                            |                                                            |   |                        |                                                            |                                                            |                                                            |                                                            |  |                   |                                                       |                                                       |                                                       |                                                       |  |                    |                                                        |                                                        |                                                        |                                                        |  |               |                                               |                                               |  |
|  | Steaua de Bucarest                                         | 3                                                          | 0                                                          | 3                                                          |   |                        |                                                            |                                                            |                                                            |                                                            |  |                   |                                                       |                                                       |                                                       |                                                       |  |                    |                                                        |                                                        |                                                        |                                                        |  |               |                                               |                                               |  |
|  | Steaua de Bucarest                                         | 3                                                          | 0                                                          | 3                                                          |   | Steaua de Bucarest     | 0                                                          | 3                                                          | 3                                                          |                                                            |  |                   |                                                       |                                                       |                                                       |                                                       |  |                    |                                                        |                                                        |                                                        |                                                        |  |               |                                               |                                               |  |
|  |                                                            |                                                            |                                                            |                                                            |   | Steaua de Bucarest     | 0                                                          | 3                                                          | 3                                                          |                                                            |  |                   |                                                       |                                                       |                                                       |                                                       |  |                    |                                                        |                                                        |                                                        |                                                        |  |               |                                               |                                               |  |
|  |                                                            |                                                            | Real Betis                                                 | 0                                                          | 0 | 0                      |                                                            |                                                            |                                                            |                                                            |  |                   |                                                       |                                                       |                                                       |                                                       |  |                    |                                                        |                                                        |                                                        |                                                        |  |               |                                               |                                               |  |
|  | Real Betis (t. s.)                                         | 2                                                          | Real Betis                                                 | 0                                                          | 0 | 0                      | 1                                                          | 3                                                          |                                                            |                                                            |  |                   |                                                       |                                                       |                                                       |                                                       |  |                    |                                                        |                                                        |                                                        |                                                        |  |               |                                               |                                               |  |
|  | Real Betis (t. s.)                                         | 2                                                          |                                                            |                                                            |   |                        |                                                            |                                                            |                                                            |                                                            |  |                   |                                                       |                                                       |                                                       |                                                       |  |                    |                                                        |                                                        |                                                        |                                                        |  |               |                                               |                                               |  |
|  | AZ Alkmaar                                                 | 0                                                          | 2                                                          | 2                                                          |   |                        |                                                            |                                                            |                                                            |                                                            |  |                   |                                                       |                                                       |                                                       |                                                       |  |                    |                                                        |                                                        |                                                        |                                                        |  |               |                                               |                                               |  |
|  | AZ Alkmaar                                                 | 0                                                          | 2                                                          | 2                                                          |   |                        |                                                            |                                                            |                                                            |                                                            |  |                   |                                                       |                                                       |                                                       |                                                       |  | Steaua de Bucarest | 1                                                      | 2                                                      | 3                                                      |                                                        |  |               |                                               |                                               |  |
|  |                                                            |                                                            |                                                            |                                                            |   |                        |                                                            |                                                            |                                                            |                                                            |  |                   |                                                       |                                                       |                                                       |                                                       |  | Steaua de Bucarest | 1                                                      | 2                                                      | 3                                                      |                                                        |  |               |                                               |                                               |  |
|  |                                                            |                                                            | Middlesbrough                                              | 0                                                          | 4 | 4                      |                                                            |                                                            |                                                            |                                                            |  |                   |                                                       |                                                       |                                                       |                                                       |  |                    |                                                        |                                                        |                                                        |                                                        |  |               |                                               |                                               |  |
|  | Basilea                                                    | 1                                                          | Middlesbrough                                              | 0                                                          | 4 | 4                      | 1                                                          | 2                                                          |                                                            |                                                            |  |                   |                                                       |                                                       |                                                       |                                                       |  |                    |                                                        |                                                        |                                                        |                                                        |  |               |                                               |                                               |  |
|  | Basilea                                                    | 1                                                          |                                                            |                                                            |   |                        |                                                            |                                                            |                                                            |                                                            |  |                   |                                                       |                                                       |                                                       |                                                       |  |                    |                                                        |                                                        |                                                        |                                                        |  |               |                                               |                                               |  |
|  | Mónaco                                                     | 0                                                          | 1                                                          | 1                                                          |   |                        |                                                            |                                                            |                                                            |                                                            |  |                   |                                                       |                                                       |                                                       |                                                       |  |                    |                                                        |                                                        |                                                        |                                                        |  |               |                                               |                                               |  |
|  | Mónaco                                                     | 0                                                          | 1                                                          | 1                                                          |   | Basilea                | 2                                                          | 2                                                          | 4                                                          |                                                            |  |                   |                                                       |                                                       |                                                       |                                                       |  |                    |                                                        |                                                        |                                                        |                                                        |  |               |                                               |                                               |  |
|  |                                                            |                                                            |                                                            |                                                            |   | Basilea                | 2                                                          | 2                                                          | 4                                                          |                                                            |  |                   |                                                       |                                                       |                                                       |                                                       |  |                    |                                                        |                                                        |                                                        |                                                        |  |               |                                               |                                               |  |
|  |                                                            |                                                            | Racing de Estrasburgo                                      | 0                                                          | 2 | 2                      |                                                            |                                                            |                                                            |                                                            |  |                   |                                                       |                                                       |                                                       |                                                       |  |                    |                                                        |                                                        |                                                        |                                                        |  |               |                                               |                                               |  |
|  | Litex Lovech                                               | 0                                                          | Racing de Estrasburgo                                      | 0                                                          | 2 | 2                      | 0                                                          | 0                                                          |                                                            |                                                            |  |                   |                                                       |                                                       |                                                       |                                                       |  |                    |                                                        |                                                        |                                                        |                                                        |  |               |                                               |                                               |  |
|  | Litex Lovech                                               | 0                                                          |                                                            |                                                            |   |                        |                                                            |                                                            |                                                            |                                                            |  |                   |                                                       |                                                       |                                                       |                                                       |  |                    |                                                        |                                                        |                                                        |                                                        |  |               |                                               |                                               |  |
|  | Racing de Estrasburgo                                      | 2                                                          | 0                                                          | 2                                                          |   |                        |                                                            |                                                            |                                                            |                                                            |  |                   |                                                       |                                                       |                                                       |                                                       |  |                    |                                                        |                                                        |                                                        |                                                        |  |               |                                               |                                               |  |
|  | Racing de Estrasburgo                                      | 2                                                          | 0                                                          | 2                                                          |   |                        |                                                            |                                                            |                                                            |                                                            |  | Basilea           | 2                                                     | 1                                                     | 3                                                     |                                                       |  |                    |                                                        |                                                        |                                                        |                                                        |  |               |                                               |                                               |  |
|  |                                                            |                                                            |                                                            |                                                            |   |                        |                                                            |                                                            |                                                            |                                                            |  | Basilea           | 2                                                     | 1                                                     | 3                                                     |                                                       |  |                    |                                                        |                                                        |                                                        |                                                        |  |               |                                               |                                               |  |
|  |                                                            |                                                            | Middlesbrough                                              | 0                                                          | 4 | 4                      |                                                            |                                                            |                                                            |                                                            |  |                   |                                                       |                                                       |                                                       |                                                       |  |                    |                                                        |                                                        |                                                        |                                                        |  |               |                                               |                                               |  |
|  | Stuttgart                                                  | 1                                                          | Middlesbrough                                              | 0                                                          | 4 | 4                      | 1                                                          | 2                                                          |                                                            |                                                            |  |                   |                                                       |                                                       |                                                       |                                                       |  |                    |                                                        |                                                        |                                                        |                                                        |  |               |                                               |                                               |  |
|  | Stuttgart                                                  | 1                                                          |                                                            |                                                            |   |                        |                                                            |                                                            |                                                            |                                                            |  |                   |                                                       |                                                       |                                                       |                                                       |  |                    |                                                        |                                                        |                                                        |                                                        |  |               |                                               |                                               |  |
|  | Middlesbrough (v.)                                         | 2                                                          | 0                                                          | 2                                                          |   |                        |                                                            |                                                            |                                                            |                                                            |  |                   |                                                       |                                                       |                                                       |                                                       |  |                    |                                                        |                                                        |                                                        |                                                        |  |               |                                               |                                               |  |
|  | Middlesbrough (v.)                                         | 2                                                          | 0                                                          | 2                                                          |   | Middlesbrough (v.)     | 1                                                          | 1                                                          | 2                                                          |                                                            |  |                   |                                                       |                                                       |                                                       |                                                       |  |                    |                                                        |                                                        |                                                        |                                                        |  |               |                                               |                                               |  |
|  |                                                            |                                                            |                                                            |                                                            |   | Middlesbrough (v.)     | 1                                                          | 1                                                          | 2                                                          |                                                            |  |                   |                                                       |                                                       |                                                       |                                                       |  |                    |                                                        |                                                        |                                                        |                                                        |  |               |                                               |                                               |  |
|  |                                                            |                                                            | Roma                                                       | 0                                                          | 2 | 2                      |                                                            |                                                            |                                                            |                                                            |  |                   |                                                       |                                                       |                                                       |                                                       |  |                    |                                                        |                                                        |                                                        |                                                        |  |               |                                               |                                               |  |
|  | Brujas                                                     | 1                                                          | Roma                                                       | 0                                                          | 2 | 2                      | 1                                                          | 2                                                          |                                                            |                                                            |  |                   |                                                       |                                                       |                                                       |                                                       |  |                    |                                                        |                                                        |                                                        |                                                        |  |               |                                               |                                               |  |
|  | Brujas                                                     | 1                                                          |                                                            |                                                            |   |                        |                                                            |                                                            |                                                            |                                                            |  |                   |                                                       |                                                       |                                                       |                                                       |  |                    |                                                        |                                                        |                                                        |                                                        |  |               |                                               |                                               |  |
|  | Roma                                                       | 2                                                          | 2                                                          | 4                                                          |   |                        |                                                            |                                                            |                                                            |                                                            |  |                   |                                                       |                                                       |                                                       |                                                       |  |                    |                                                        |                                                        |                                                        |                                                        |  |               |                                               |                                               |  |
|  | Roma                                                       | 2                                                          | 2                                                          | 4                                                          |   |                        |                                                            |                                                            |                                                            |                                                            |  |                   |                                                       |                                                       |                                                       |                                                       |  |                    |                                                        |                                                        |                                                        |                                                        |  | Middlesbrough | 0                                             |                                               |  |
|  |                                                            |                                                            |                                                            |                                                            |   |                        |                                                            |                                                            |                                                            |                                                            |  |                   |                                                       |                                                       |                                                       |                                                       |  |                    |                                                        |                                                        |                                                        |                                                        |  | Middlesbrough | 0                                             |                                               |  |
|  |                                                            |                                                            | Sevilla                                                    | 4                                                          |   |                        |                                                            |                                                            |                                                            |                                                            |  |                   |                                                       |                                                       |                                                       |                                                       |  |                    |                                                        |                                                        |                                                        |                                                        |  |               |                                               |                                               |  |
|  | Udinese                                                    | 3                                                          | Sevilla                                                    | 4                                                          | 0 | 3                      |                                                            |                                                            |                                                            |                                                            |  |                   |                                                       |                                                       |                                                       |                                                       |  |                    |                                                        |                                                        |                                                        |                                                        |  |               |                                               |                                               |  |
|  | Udinese                                                    | 3                                                          |                                                            |                                                            |   |                        |                                                            |                                                            |                                                            |                                                            |  |                   |                                                       |                                                       |                                                       |                                                       |  |                    |                                                        |                                                        |                                                        |                                                        |  |               |                                               |                                               |  |
|  | Lens                                                       | 0                                                          | 1                                                          | 1                                                          |   |                        |                                                            |                                                            |                                                            |                                                            |  |                   |                                                       |                                                       |                                                       |                                                       |  |                    |                                                        |                                                        |                                                        |                                                        |  |               |                                               |                                               |  |
|  | Lens                                                       | 0                                                          | 1                                                          | 1                                                          |   | Udinese                | 0                                                          | 1                                                          | 1                                                          |                                                            |  |                   |                                                       |                                                       |                                                       |                                                       |  |                    |                                                        |                                                        |                                                        |                                                        |  |               |                                               |                                               |  |
|  |                                                            |                                                            |                                                            |                                                            |   | Udinese                | 0                                                          | 1                                                          | 1                                                          |                                                            |  |                   |                                                       |                                                       |                                                       |                                                       |  |                    |                                                        |                                                        |                                                        |                                                        |  |               |                                               |                                               |  |
|  |                                                            |                                                            | Levski Sofía                                               | 0                                                          | 2 | 2                      |                                                            |                                                            |                                                            |                                                            |  |                   |                                                       |                                                       |                                                       |                                                       |  |                    |                                                        |                                                        |                                                        |                                                        |  |               |                                               |                                               |  |
|  | Artmedia Bratislava                                        | 0                                                          | Levski Sofía                                               | 0                                                          | 2 | 2                      | 0                                                          | 0                                                          |                                                            |                                                            |  |                   |                                                       |                                                       |                                                       |                                                       |  |                    |                                                        |                                                        |                                                        |                                                        |  |               |                                               |                                               |  |
|  | Artmedia Bratislava                                        | 0                                                          |                                                            |                                                            |   |                        |                                                            |                                                            |                                                            |                                                            |  |                   |                                                       |                                                       |                                                       |                                                       |  |                    |                                                        |                                                        |                                                        |                                                        |  |               |                                               |                                               |  |
|  | Levski Sofía                                               | 1                                                          | 2                                                          | 3                                                          |   |                        |                                                            |                                                            |                                                            |                                                            |  |                   |                                                       |                                                       |                                                       |                                                       |  |                    |                                                        |                                                        |                                                        |                                                        |  |               |                                               |                                               |  |
|  | Levski Sofía                                               | 1                                                          | 2                                                          | 3                                                          |   |                        |                                                            |                                                            |                                                            |                                                            |  | Levski Sofía      | 1                                                     | 1                                                     | 2                                                     |                                                       |  |                    |                                                        |                                                        |                                                        |                                                        |  |               |                                               |                                               |  |
|  |                                                            |                                                            |                                                            |                                                            |   |                        |                                                            |                                                            |                                                            |                                                            |  | Levski Sofía      | 1                                                     | 1                                                     | 2                                                     |                                                       |  |                    |                                                        |                                                        |                                                        |                                                        |  |               |                                               |                                               |  |
|  |                                                            |                                                            | Schalke 04                                                 | 3                                                          | 1 | 4                      |                                                            |                                                            |                                                            |                                                            |  |                   |                                                       |                                                       |                                                       |                                                       |  |                    |                                                        |                                                        |                                                        |                                                        |  |               |                                               |                                               |  |
|  | Slavia Praga                                               | 2                                                          | Schalke 04                                                 | 3                                                          | 1 | 4                      | 0                                                          | 2                                                          |                                                            |                                                            |  |                   |                                                       |                                                       |                                                       |                                                       |  |                    |                                                        |                                                        |                                                        |                                                        |  |               |                                               |                                               |  |
|  | Slavia Praga                                               | 2                                                          |                                                            |                                                            |   |                        |                                                            |                                                            |                                                            |                                                            |  |                   |                                                       |                                                       |                                                       |                                                       |  |                    |                                                        |                                                        |                                                        |                                                        |  |               |                                               |                                               |  |
|  | Palermo (v.)                                               | 1                                                          | 1                                                          | 2                                                          |   |                        |                                                            |                                                            |                                                            |                                                            |  |                   |                                                       |                                                       |                                                       |                                                       |  |                    |                                                        |                                                        |                                                        |                                                        |  |               |                                               |                                               |  |
|  | Palermo (v.)                                               | 1                                                          | 1                                                          | 2                                                          |   | Palermo                | 1                                                          | 0                                                          | 1                                                          |                                                            |  |                   |                                                       |                                                       |                                                       |                                                       |  |                    |                                                        |                                                        |                                                        |                                                        |  |               |                                               |                                               |  |
|  |                                                            |                                                            |                                                            |                                                            |   | Palermo                | 1                                                          | 0                                                          | 1                                                          |                                                            |  |                   |                                                       |                                                       |                                                       |                                                       |  |                    |                                                        |                                                        |                                                        |                                                        |  |               |                                               |                                               |  |
|  |                                                            |                                                            | Schalke 04                                                 | 0                                                          | 3 | 3                      |                                                            |                                                            |                                                            |                                                            |  |                   |                                                       |                                                       |                                                       |                                                       |  |                    |                                                        |                                                        |                                                        |                                                        |  |               |                                               |                                               |  |
|  | Schalke 04                                                 | 2                                                          | Schalke 04                                                 | 0                                                          | 3 | 3                      | 3                                                          | 5                                                          |                                                            |                                                            |  |                   |                                                       |                                                       |                                                       |                                                       |  |                    |                                                        |                                                        |                                                        |                                                        |  |               |                                               |                                               |  |
|  | Schalke 04                                                 | 2                                                          |                                                            |                                                            |   |                        |                                                            |                                                            |                                                            |                                                            |  |                   |                                                       |                                                       |                                                       |                                                       |  |                    |                                                        |                                                        |                                                        |                                                        |  |               |                                               |                                               |  |
|  | Espanyol                                                   | 1                                                          | 0                                                          | 1                                                          |   |                        |                                                            |                                                            |                                                            |                                                            |  |                   |                                                       |                                                       |                                                       |                                                       |  |                    |                                                        |                                                        |                                                        |                                                        |  |               |                                               |                                               |  |
|  | Espanyol                                                   | 1                                                          | 0                                                          | 1                                                          |   |                        |                                                            |                                                            |                                                            |                                                            |  |                   |                                                       |                                                       |                                                       |                                                       |  | Schalke 04         | 0                                                      | 0                                                      | 0                                                      |                                                        |  |               |                                               |                                               |  |
|  |                                                            |                                                            |                                                            |                                                            |   |                        |                                                            |                                                            |                                                            |                                                            |  |                   |                                                       |                                                       |                                                       |                                                       |  | Schalke 04         | 0                                                      | 0                                                      | 0                                                      |                                                        |  |               |                                               |                                               |  |
|  |                                                            |                                                            | Sevilla (t. s.)                                            | 0                                                          | 1 | 1                      |                                                            |                                                            |                                                            |                                                            |  |                   |                                                       |                                                       |                                                       |                                                       |  |                    |                                                        |                                                        |                                                        |                                                        |  |               |                                               |                                               |  |
|  | Lille                                                      | 3                                                          | Sevilla (t. s.)                                            | 0                                                          | 1 | 1                      | 0                                                          | 3                                                          |                                                            |                                                            |  |                   |                                                       |                                                       |                                                       |                                                       |  |                    |                                                        |                                                        |                                                        |                                                        |  |               |                                               |                                               |  |
|  | Lille                                                      | 3                                                          |                                                            |                                                            |   |                        |                                                            |                                                            |                                                            |                                                            |  |                   |                                                       |                                                       |                                                       |                                                       |  |                    |                                                        |                                                        |                                                        |                                                        |  |               |                                               |                                               |  |
|  | Shakhtar Donetsk                                           | 2                                                          | 0                                                          | 2                                                          |   |                        |                                                            |                                                            |                                                            |                                                            |  |                   |                                                       |                                                       |                                                       |                                                       |  |                    |                                                        |                                                        |                                                        |                                                        |  |               |                                               |                                               |  |
|  | Shakhtar Donetsk                                           | 2                                                          | 0                                                          | 2                                                          |   | Lille                  | 1                                                          | 0                                                          | 1                                                          |                                                            |  |                   |                                                       |                                                       |                                                       |                                                       |  |                    |                                                        |                                                        |                                                        |                                                        |  |               |                                               |                                               |  |
|  |                                                            |                                                            |                                                            |                                                            |   | Lille                  | 1                                                          | 0                                                          | 1                                                          |                                                            |  |                   |                                                       |                                                       |                                                       |                                                       |  |                    |                                                        |                                                        |                                                        |                                                        |  |               |                                               |                                               |  |
|  |                                                            |                                                            | Sevilla                                                    | 0                                                          | 2 | 2                      |                                                            |                                                            |                                                            |                                                            |  |                   |                                                       |                                                       |                                                       |                                                       |  |                    |                                                        |                                                        |                                                        |                                                        |  |               |                                               |                                               |  |
|  | Lokomotiv Moscú                                            | 0                                                          | Sevilla                                                    | 0                                                          | 2 | 2                      | 0                                                          | 0                                                          |                                                            |                                                            |  |                   |                                                       |                                                       |                                                       |                                                       |  |                    |                                                        |                                                        |                                                        |                                                        |  |               |                                               |                                               |  |
|  | Lokomotiv Moscú                                            | 0                                                          |                                                            |                                                            |   |                        |                                                            |                                                            |                                                            |                                                            |  |                   |                                                       |                                                       |                                                       |                                                       |  |                    |                                                        |                                                        |                                                        |                                                        |  |               |                                               |                                               |  |
|  | Sevilla                                                    | 1                                                          | 2                                                          | 3                                                          |   |                        |                                                            |                                                            |                                                            |                                                            |  |                   |                                                       |                                                       |                                                       |                                                       |  |                    |                                                        |                                                        |                                                        |                                                        |  |               |                                               |                                               |  |
|  | Sevilla                                                    | 1                                                          | 2                                                          | 3                                                          |   |                        |                                                            |                                                            |                                                            |                                                            |  | Sevilla           | 4                                                     | 1                                                     | 5                                                     |                                                       |  |                    |                                                        |                                                        |                                                        |                                                        |  |               |                                               |                                               |  |
|  |                                                            |                                                            |                                                            |                                                            |   |                        |                                                            |                                                            |                                                            |                                                            |  | Sevilla           | 4                                                     | 1                                                     | 5                                                     |                                                       |  |                    |                                                        |                                                        |                                                        |                                                        |  |               |                                               |                                               |  |
|  |                                                            |                                                            | Zenit                                                      | 1                                                          | 1 | 2                      |                                                            |                                                            |                                                            |                                                            |  |                   |                                                       |                                                       |                                                       |                                                       |  |                    |                                                        |                                                        |                                                        |                                                        |  |               |                                               |                                               |  |
|  | Bolton Wanderers                                           | 0                                                          | Zenit                                                      | 1                                                          | 1 | 2                      | 1                                                          | 1                                                          |                                                            |                                                            |  |                   |                                                       |                                                       |                                                       |                                                       |  |                    |                                                        |                                                        |                                                        |                                                        |  |               |                                               |                                               |  |
|  | Bolton Wanderers                                           | 0                                                          |                                                            |                                                            |   |                        |                                                            |                                                            |                                                            |                                                            |  |                   |                                                       |                                                       |                                                       |                                                       |  |                    |                                                        |                                                        |                                                        |                                                        |  |               |                                               |                                               |  |
|  | Olympique de Marsella                                      | 0                                                          | 2                                                          | 2                                                          |   |                        |                                                            |                                                            |                                                            |                                                            |  |                   |                                                       |                                                       |                                                       |                                                       |  |                    |                                                        |                                                        |                                                        |                                                        |  |               |                                               |                                               |  |
|  | Olympique de Marsella                                      | 0                                                          | 2                                                          | 2                                                          |   | Olympique de Marsella  | 0                                                          | 1                                                          | 1                                                          |                                                            |  |                   |                                                       |                                                       |                                                       |                                                       |  |                    |                                                        |                                                        |                                                        |                                                        |  |               |                                               |                                               |  |
|  |                                                            |                                                            |                                                            |                                                            |   | Olympique de Marsella  | 0                                                          | 1                                                          | 1                                                          |                                                            |  |                   |                                                       |                                                       |                                                       |                                                       |  |                    |                                                        |                                                        |                                                        |                                                        |  |               |                                               |                                               |  |
|  |                                                            |                                                            | Zenit                                                      | 1                                                          | 1 | 2                      |                                                            |                                                            |                                                            |                                                            |  |                   |                                                       |                                                       |                                                       |                                                       |  |                    |                                                        |                                                        |                                                        |                                                        |  |               |                                               |                                               |  |
|  | Rosenborg                                                  | 0                                                          | Zenit                                                      | 1                                                          | 1 | 2                      | 1                                                          | 1                                                          |                                                            |                                                            |  |                   |                                                       |                                                       |                                                       |                                                       |  |                    |                                                        |                                                        |                                                        |                                                        |  |               |                                               |                                               |  |
|  | Rosenborg                                                  | 0                                                          |                                                            |                                                            |   |                        |                                                            |                                                            |                                                            |                                                            |  |                   |                                                       |                                                       |                                                       |                                                       |  |                    |                                                        |                                                        |                                                        |                                                        |  |               |                                               |                                               |  |
|  | Zenit                                                      | 2                                                          | 2                                                          | 4                                                          |   |                        |                                                            |                                                            |                                                            |                                                            |  |                   |                                                       |                                                       |                                                       |                                                       |  |                    |                                                        |                                                        |                                                        |                                                        |  |               |                                               |                                               |  |
|  | Zenit                                                      | 2                                                          | 2                                                          | 4                                                          |   |                        |                                                            |                                                            |                                                            |                                                            |  |                   |                                                       |                                                       |                                                       |                                                       |  |                    |                                                        |                                                        |                                                        |                                                        |  |               |                                               |                                               |  |
|  |                                                            |                                                            |                                                            |                                                            |   |                        |                                                            |                                                            |                                                            |                                                            |  |                   |                                                       |                                                       |                                                       |                                                       |  |                    |                                                        |                                                        |                                                        |                                                        |  |               |                                               |                                               |  |

### Octavos de final
Las eliminatorias de octavos de final quedaron decididas en el mismo sorteo de los dieciseisavos de final. La ida de esta eliminatoria se disputó el 9 de marzo de 2006, mientras que la vuelta el 15 y 16 de marzo.

#### Rapid Bucarest – Hamburgo SV
| 9 de marzo de 2006 | Rapid Bucarest           | 2:0 (1:0) | Hamburgo SV | Estadio Giuleşti, Bucarest          |                                     |
|                    | Niculae 45+2' · Buga 88' |           |             | Árbitro(s): Kyros Vassaras (Grecia) | Árbitro(s): Kyros Vassaras (Grecia) |

| 15 de marzo de 2006 | Hamburgo SV                                  | 3:1 (2:0) | Rapid Bucarest | Hamburgo Arena, Hamburgo                |                                         |
|                     | Lauth 24' · Barbarez 36' · van der Vaart 62' |           | Buga 51'       | Árbitro(s): Claus Bo Larsen (Dinamarca) | Árbitro(s): Claus Bo Larsen (Dinamarca) |

#### Middlesbrough FC – AS Roma
| 8 de marzo de 2006 | Middlesbrough FC | 1:0 (1:0) | AS Roma | Estadio de Riverside, Middlesbrough |                                  |
|                    | Yakubu 12' (p)   |           |         | Árbitro(s): Alain Sars (Francia)    | Árbitro(s): Alain Sars (Francia) |

| 15 de marzo de 2006 | AS Roma             | 2:1 (2:1) | Middlesbrough FC | Estadio Olímpico, Roma                   |                                          |
|                     | Mancini 43' 66' (p) |           | Hasselbaink 32'  | Árbitro(s): Tom Henning Øvrebø (Noruega) | Árbitro(s): Tom Henning Øvrebø (Noruega) |

#### Lille OSC – Sevilla FC
| 9 de marzo de 2006 | Lille OSC  | 1:0 (1:0) | Sevilla FC | Estadio Lille Metropole, Villeneuve-d'Ascq |                                       |
|                    | Dernis 24' |           |            | Árbitro(s): Wolfgang Stark (Alemania)      | Árbitro(s): Wolfgang Stark (Alemania) |

| 15 de marzo de 2006 | Sevilla FC                       | 2:0 (2:0) | Lille OSC | Estadio Ramón Sánchez Pizjuán, Sevilla |                                        |
|                     | Kanouté 29' · Luís Fabiano 45+2' |           |           | Árbitro(s): Michael Riley (Inglaterra) | Árbitro(s): Michael Riley (Inglaterra) |

#### FC Basel – RC Estrasburgo
| 9 de marzo de 2006 | FC Basel                    | 2:0 (1:0) | RC Estrasburgo | St. Jakob Park, Basilea             |                                     |
|                    | Delgado 8' · Kuzmanović 89' |           |                | Árbitro(s): Stefano Farina (Italia) | Árbitro(s): Stefano Farina (Italia) |

| 16 de marzo de 2006 | RC Estrasburgo          | 2:2 (1:2) | FC Basel       | Stade de la Meinau, Estrasburgo             |                                             |
|                     | Carlier 11' · Kanté 78' |           | Eduardo 3' 26' | Árbitro(s): Olegário Benquerença (Portugal) | Árbitro(s): Olegário Benquerença (Portugal) |

#### Steaua Bucarest – Real Betis
| 9 de marzo de 2006 | Steaua Bucarest | 0:0' | Real Betis | Stadionul Naţional, Bucarest       |  |
|                    |                 |      |            | Árbitro(s): Iouri Baskakov (Rusia) |  |

| 16 de marzo de 2006 | Real Betis | 0:3 (0:0) | Steaua Bucarest              | Estadio Manuel Ruiz de Lopera, Sevilla |                                        |
|                     |            |           | Nicoliţă 54' 82' · Iacob 78' | Árbitro(s): Massimo De Santis (Italia) | Árbitro(s): Massimo De Santis (Italia) |

#### US Palermo – FC Schalke 04
| 9 de marzo de 2006 | US Palermo  | 1:0 (1:0) | FC Schalke 04 | Estadio Renzo Barbera, Palermo            |                                           |
|                    | Brienza 15' |           |               | Árbitro(s): Eric Braamhaar (Países Bajos) | Árbitro(s): Eric Braamhaar (Países Bajos) |

| 16 de marzo de 2006 | FC Schalke 04                                   | 3:0 (1:0) | US Palermo | Arena AufSchalke, Gelsenkirchen      |                                      |
|                     | Kobiashvili 44' (p) · Larsen 72' · Azaouagh 80' |           |            | Árbitro(s): Graham Poll (Inglaterra) | Árbitro(s): Graham Poll (Inglaterra) |

#### Olympique Marsella – Zenit San Petersburgo
| 9 de marzo de 2006 | Olympique Marsella | 0:1 (0:0) | Zenit San Petersburgo | Stade Vélodrome, Marsella                  |                                            |
|                    |                    |           | Arshavin 51'          | Árbitro(s): Luis Medina Cantalejo (España) | Árbitro(s): Luis Medina Cantalejo (España) |

| 16 de marzo de 2006 | Zenit San Petersburgo | 1:1 (0:0) | Olympique Marsella | Estadio Petrovsky, San Petersburgo    |                                       |
|                     | Kerzhakov 69'         |           | Déhu 74'           | Árbitro(s): Herbert Fandel (Alemania) | Árbitro(s): Herbert Fandel (Alemania) |

#### Udinese Calcio – Levski Sofia
| 9 de marzo de 2006 | Udinese Calcio | 0:0' | Levski Sofia | Estadio Friuli, Udine                    |  |
|                    |                |      |              | Árbitro(s): Frank De Bleeckere (Bélgica) |  |

| 16 de marzo de 2006 | Levski Sofia                | 2:1 (0:1) | Udinese Calcio | Estadio Nacional Vasil Levski, Sofía   |                                        |
|                     | Borimirov 51' · Tomašić 63' |           | Tissone 22'    | Árbitro(s): Steve Bennett (Inglaterra) | Árbitro(s): Steve Bennett (Inglaterra) |

### Cuartos de final
La ida de esta eliminatoria se disputó el 30 de marzo de 2006, mientras que la vuelta se jugó el 6 de abril.

#### Sevilla FC – Zenit San Petersburgo
| 30 de marzo de 2006 | Sevilla FC                                                  | 4:1 (1:1) | Zenit San Petersburgo | Estadio Ramón Sánchez Pizjuán, Sevilla |                                      |
|                     | Saviola 14' 80' (p) · Martí 56' (p) · Adriano Correia 90+3' |           | Kerzhakov 45'         | Árbitro(s): Alain Hamer (Luxemburgo)   | Árbitro(s): Alain Hamer (Luxemburgo) |

| 6 de abril de 2006 | Zenit San Petersburgo | 1:1 (0:0) | Sevilla FC | Estadio Petrovsky, San Petersburgo  |                                     |
|                    | Hyun 50'              |           | Kepa 66'   | Árbitro(s): Stefano Farina (Italia) | Árbitro(s): Stefano Farina (Italia) |

#### FC Basel – Middlesbrough FC
| 30 de marzo de 2006 | FC Basel                        | 2:0 (2:0) | Middlesbrough FC | St. Jakob Park, Basilea              |                                      |
|                     | Delgado 43' · David Degen 45+1' |           |                  | Árbitro(s): Roberto Rosetti (Italia) | Árbitro(s): Roberto Rosetti (Italia) |

| 6 de abril de 2006 | Middlesbrough FC                                 | 4:1 (1:1) | FC Basel    | Estadio de Riverside, Middlesbrough |                                    |
|                    | Viduka 33' 57' · Hasselbaink 79' · Maccarone 90' |           | Eduardo 23' | Árbitro(s): Iouri Baskakov (Rusia)  | Árbitro(s): Iouri Baskakov (Rusia) |

#### Rapid Bucarest – Steaua Bucarest
| 30 de marzo de 2006 | Rapid Bucarest | 1:1 (0:1) | Steaua Bucarest | Estadio Giuleşti, Bucarest            |                                       |
|                     | Moldovan 47'   |           | Nicoliţă 4'     | Árbitro(s): Wolfgang Stark (Alemania) | Árbitro(s): Wolfgang Stark (Alemania) |

| 6 de abril de 2006 | Steaua Bucarest | 0:0' | Rapid Bucarest | Stadionul Naţional, Bucarest               |  |
|                    |                 |      |                | Árbitro(s): Luis Medina Cantalejo (España) |  |

#### Levski Sofia – FC Schalke 04
| 30 de marzo de 2006 | Levski Sofia | 1:3 (1:0) | FC Schalke 04                          | Estadio Nacional Vasil Levski, Sofía |                                     |
|                     | Borimirov 6' |           | Varela 48' · Lincoln 69' · Asamoah 79' | Árbitro(s): Mike Riley (Inglaterra)  | Árbitro(s): Mike Riley (Inglaterra) |

| 6 de abril de 2006 | FC Schalke 04 | 1:1 (0:1) | Levski Sofia | Arena AufSchalke, Gelsenkirchen     |                                     |
|                    | Lincoln 58'   |           | Angelov 24'  | Árbitro(s): Massimo Busacca (Suiza) | Árbitro(s): Massimo Busacca (Suiza) |

### Semifinales
La ida de esta eliminatoria se disputó el 20 de abril de 2006, mientras que la vuelta se jugó el 27 de abril.

#### FC Schalke 04 – Sevilla FC
| 20 de abril de 2006 | Schalke 04 | 0:0 | Sevilla FC | Arena AufSchalke, Gelsenkirchen          |  |
|                     |            |     |            | Árbitro(s): Tom Henning Øvrebø (Noruega) |  |

| 27 de abril de 2006 | Sevilla FC  | 1:0 (0:0, 0:0) | FC Schalke 04 | Estadio Ramón Sánchez-Pizjuán, Sevilla |                                        |
|                     | Puerta 101' |                |               | Árbitro(s): Massimo De Santis (Italia) | Árbitro(s): Massimo De Santis (Italia) |

#### Steaua Bucarest – Middlesbrough FC
| 30 de marzo de 2006 | Steaua Bucarest | 1:0 (1:0) | Middlesbrough FC | Stadionul Naţional, Bucarest         |                                      |
|                     | Dică 30'        |           |                  | Árbitro(s): Alain Hamer (Luxemburgo) | Árbitro(s): Alain Hamer (Luxemburgo) |

| 6 de abril de 2006 | Middlesbrough FC                             | 4:2 (1:2) | Steaua Bucarest      | Estadio de Riverside, Middlesbrough   |                                       |
|                    | Maccarone 33' 89' · Viduka 64' · Riggott 73' |           | Dică 16' · Goian 24' | Árbitro(s): Ľuboš Micheľ (Eslovaquia) | Árbitro(s): Ľuboš Micheľ (Eslovaquia) |

## Final
Final Archivado el 13 de abril de 2009 en Wayback Machine.
| 1          | POR        | Mark Schwarzer          |     |
| 21         | DEF        | Stuart Parnaby          |     |
| 6          | DEF        | Chris Riggott           |     |
| 5          | DEF        | Gareth Southgate        |     |
| 3          | DEF        | Franck Queudrue         | 70' |
| 25         | MED        | James Morrison          | 45' |
| 7          | MED        | George Boateng          |     |
| 10         | MED        | Fábio Rochemback        |     |
| 19         | MED        | Stewart Downing         |     |
| 36         | DEL        | Mark Viduka             | 85' |
| 9          | DEL        | Jimmy Floyd Hasselbaink |     |
| Entrenador | Entrenador | Steve McClaren          |     |

| 1          | POR        | Andrés Palop    |     |
| 4          | DEF        | Daniel Alves    |     |
| 2          | DEF        | Javi Navarro    |     |
| 6          | DEF        | Julien Escudé   |     |
| 3          | DEF        | David Castedo   |     |
| 15         | MED        | Jesús Navas     |     |
| 18         | MED        | Pep Lluís Martí |     |
| 25         | MED        | Enzo Maresca    |     |
| 16         | MED        | Adriano Correia | 85' |
| 10         | DEL        | Luís Fabiano    | 73' |
| 7          | DEL        | Javier Saviola  | 45' |
| Entrenador | Entrenador | Juande Ramos    |     |

| 18 | DEL | Massimo Maccarone | 45' |
| 20 | DEL | Yakubu Aiyegbeni  | 70' |
| 39 | MED | Lee Cattermole    | 85' |

| 12 | DEL | Frédéric Kanouté | 45' |
| 11 | MED | Renato Dirnei    | 73' |
| 27 | MED | Antonio Puerta   | 85' |

| Anotado | 27' | Luís Fabiano     | 0–1 |
| Anotado | 78' | Vincenzo Maresca | 0–2 |
| Anotado | 84' | Vincenzo Maresca | 0–3 |
| Anotado | 89' | Fréderic Kanouté | 0–4 |

| Amonestado | 83' | Fábio Rochemback |

| Amonestado | 52' | Daniel Alves     |
| Amonestado | 81' | Fréderic Kanouté |
| Amonestado | 85' | Vincenzo Maresca |

| Árbitro              | Herbert Fandel |
| Árbitros asistentes: | Volker Wezel   |
| Árbitros asistentes: | Carsten Kadach |
| Cuarto árbitro:      | Florian Meyer  |

| 1          | POR        | Mark Schwarzer          |     |
| 21         | DEF        | Stuart Parnaby          |     |
| 6          | DEF        | Chris Riggott           |     |
| 5          | DEF        | Gareth Southgate        |     |
| 3          | DEF        | Franck Queudrue         | 70' |
| 25         | MED        | James Morrison          | 45' |
| 7          | MED        | George Boateng          |     |
| 10         | MED        | Fábio Rochemback        |     |
| 19         | MED        | Stewart Downing         |     |
| 36         | DEL        | Mark Viduka             | 85' |
| 9          | DEL        | Jimmy Floyd Hasselbaink |     |
| Entrenador | Entrenador | Steve McClaren          |     |

| 1          | POR        | Andrés Palop    |     |
| 4          | DEF        | Daniel Alves    |     |
| 2          | DEF        | Javi Navarro    |     |
| 6          | DEF        | Julien Escudé   |     |
| 3          | DEF        | David Castedo   |     |
| 15         | MED        | Jesús Navas     |     |
| 18         | MED        | Pep Lluís Martí |     |
| 25         | MED        | Enzo Maresca    |     |
| 16         | MED        | Adriano Correia | 85' |
| 10         | DEL        | Luís Fabiano    | 73' |
| 7          | DEL        | Javier Saviola  | 45' |
| Entrenador | Entrenador | Juande Ramos    |     |

| 18 | DEL | Massimo Maccarone | 45' |
| 20 | DEL | Yakubu Aiyegbeni  | 70' |
| 39 | MED | Lee Cattermole    | 85' |

| 12 | DEL | Frédéric Kanouté | 45' |
| 11 | MED | Renato Dirnei    | 73' |
| 27 | MED | Antonio Puerta   | 85' |

| Anotado | 27' | Luís Fabiano     | 0–1 |
| Anotado | 78' | Vincenzo Maresca | 0–2 |
| Anotado | 84' | Vincenzo Maresca | 0–3 |
| Anotado | 89' | Fréderic Kanouté | 0–4 |

| Amonestado | 83' | Fábio Rochemback |

| Amonestado | 52' | Daniel Alves     |
| Amonestado | 81' | Fréderic Kanouté |
| Amonestado | 85' | Vincenzo Maresca |

| Árbitro              | Herbert Fandel |
| Árbitros asistentes: | Volker Wezel   |
| Árbitros asistentes: | Carsten Kadach |
| Cuarto árbitro:      | Florian Meyer  |

|                             |
| Bandera de España           |
| Campeón Sevilla 1.er título |

## Máximos goleadores
| # | Jugador          | Club               | Goles | Minutos |
| - | ---------------- | ------------------ | ----- | ------- |
| 1 | Matías Delgado   | Basilea            | 7     | 992'    |
| 2 | Nicolae Dică     | Steaua de Bucarest | 6     | 1157'   |
| 2 | Mark Viduka      | Middlesbrough      | 6     | 667'    |
| 2 | Javier Saviola   | Sevilla            | 6     | 669'    |
| 2 | Frédéric Kanouté | Sevilla            | 6     | 727'    |